# Wörthel
Das Wörthel ist ein Naturschutzgebiet in Mannheim. Es ist Teil des Natur- und Landschaftsschutzgebiets Unterer Neckar.
Es ist Teil des Natur- und Landschaftsschutzgebiets „Unterer Neckar“, das sich von Heidelberg bis Mannheim in sechs geschützte Gebiete gliedert. Der Neckar ist hier gekennzeichnet durch eine starke agrokulturelle und technisch-industrielle Nutzung und Veränderung. Das Naturschutzgebiet wird umgrenzt vom Neckarkanal im Norden und der Bahnstrecke Mannheim Kurpfalzbrücke–Edingen–Heidelberg im Süden, verläuft bis zum Wasserkraftwerk im Westen sowie der Autobahnbrücke der Bundesautobahn 6 im Osten. Durchflossen wird es vom Altneckar, der durch die Wasserableitung in den Kanal nur eine geringe Wassermenge führt und nur bei Hochwasser die natürliche Wassermenge hat. An den Ufern wachsen Weidengebüsche, Röhrichte und Hochstaudenfluren. Es findet sich das Brutbiotop des Eisvogels und der Uferschwalbe. Das 20,9 Hektar große Naturschutzgebiet wurde 1987 ausgewiesen. Schutzzweck ist die Erhaltung des naturnahen Neckarabschnitts mit seiner Aue.

## Siehe auch

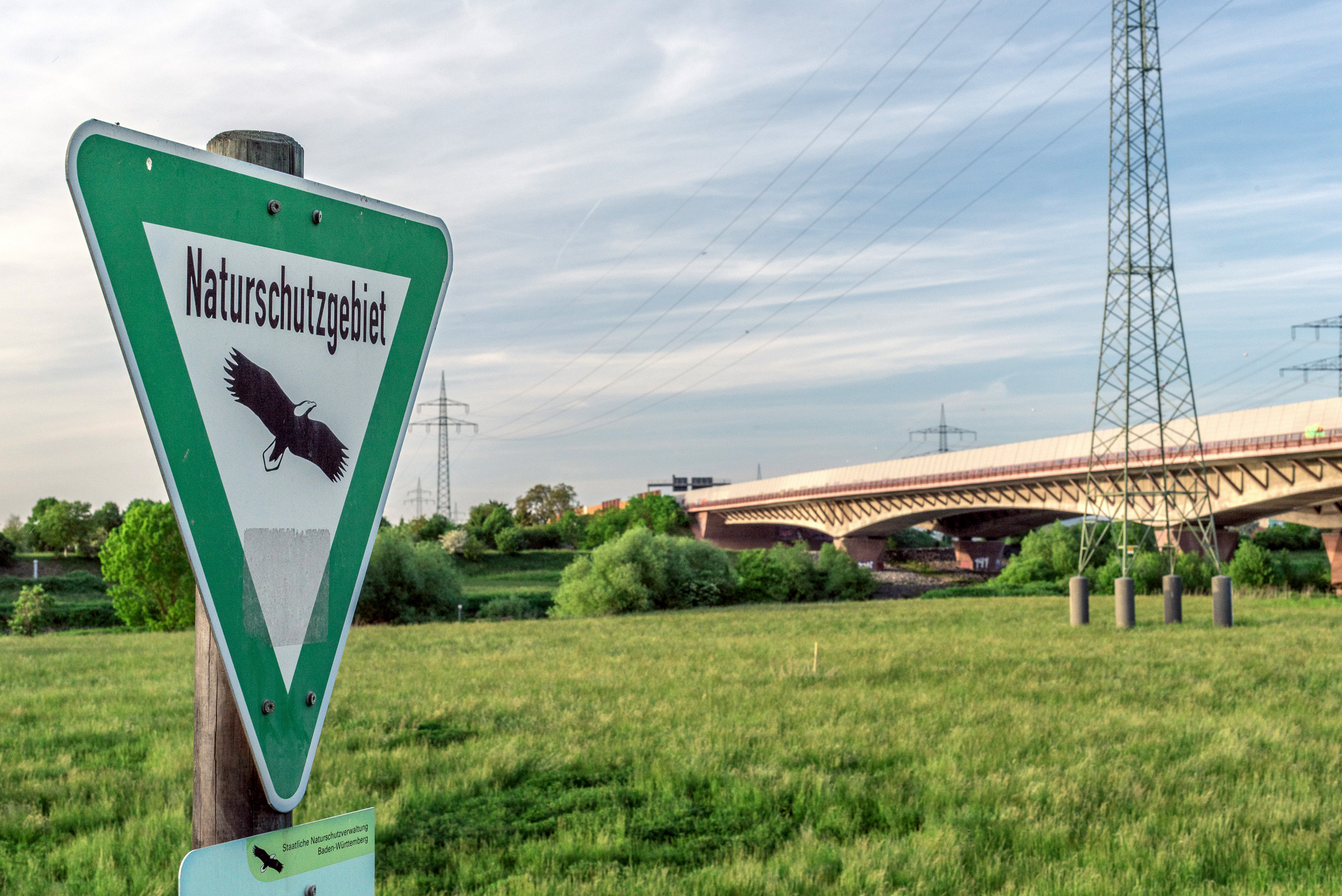
Blick Richtung Autobahnbrücke
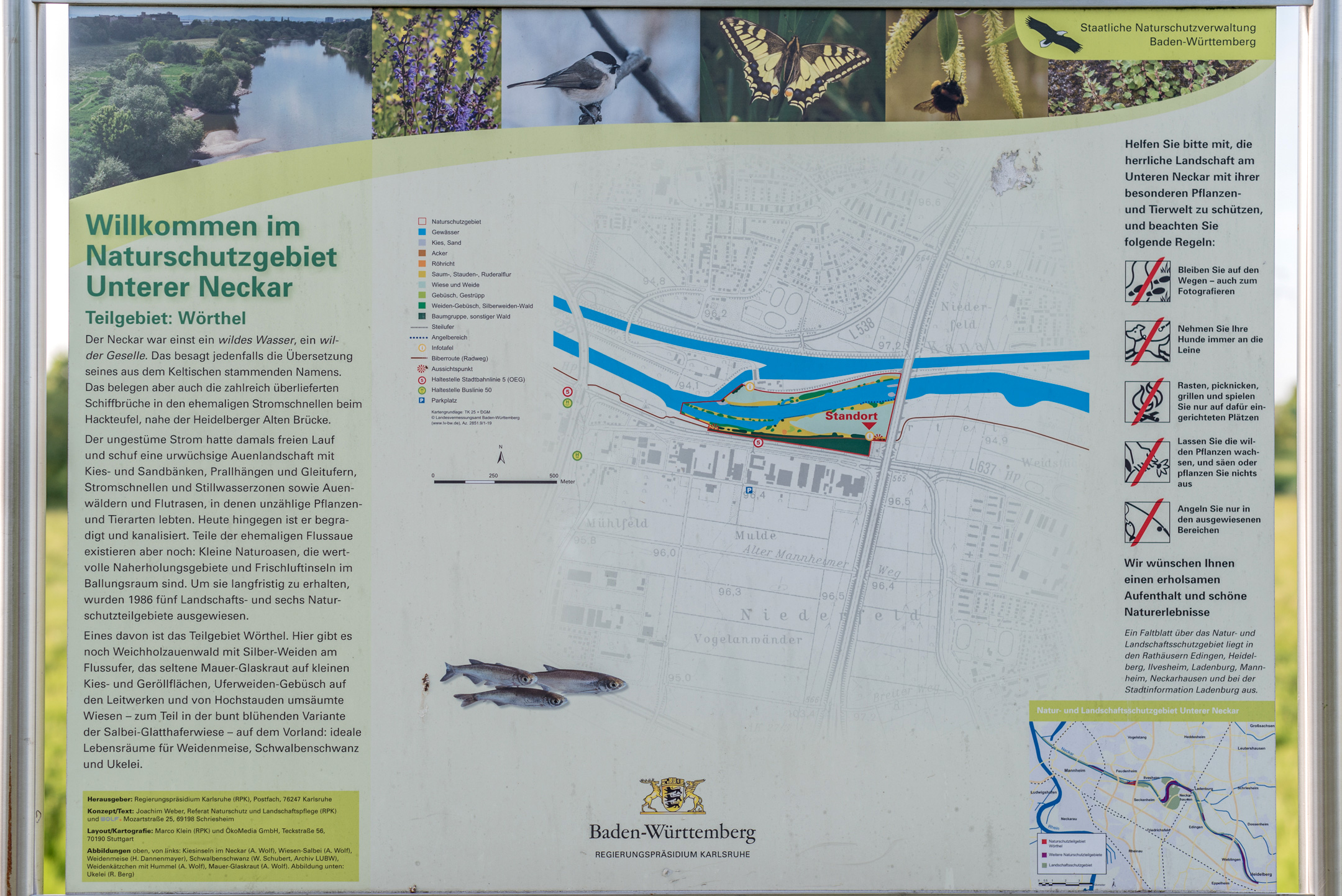
Hinweisschild am Wegesrand